# NGC 4968
NGC 4968 is een lensvormig sterrenstelsel in het sterrenbeeld Waterslang. Het hemelobject werd op 25 maart 1836 ontdekt door de Britse astronoom John Herschel.

## Synoniemen
- ESO 508-6
- MCG -4-31-30
- IRAS 13044-2324
- PGC 45426